# 안교성
안교성(安敎盛, 1958년 5월 15일~)은 대한민국의 신학자이며 교수이다. 장로회신학대학교에서 역사신학 교수를 하고 퇴임하였다.
몽골울란바타르대학교에서 교수를 했고, 몽골연합성경학교를 설립하여 초대학장 및 이사장을 하였다.
한국장로교역사와 선교신학의 전문가로 평가받는다.

## 학력
- 1977-1981. 서울대학교 인문대학 영어영문학과(B.A., Magna cum laude)
- 1981-1983. 동 대학원 영어영문학과(M.A.)
- 1985-1988. 장로회신학대학교 신학대학원(M.Div.)
- 1988-1990. 동 대학원 신학과 역사신학 전공(Th.M.)
- 1992-1993. 몽골 국립대학교 대학원 몽골학과 몽골어 과정(Certificate)
- 2003-2004. 영국 케임브리지대학교 신학부 대학원 석사과정(M.Phil.)
- 2004-2008. 동 대학원 박사과정(Ph.D.)

## 경력

### 교육경력
- 1983. 한국방송통신대학교 강사/영어
- 1988-1992. 장로회신학대학교, 강사/고전어 및 교회사
- 1992-1993. 몽골국립대학교, 강사/한국어
- 1993-1995. 몽골국립외국어대학교(현 몽골 국립인문대학교), 조교수/영어
- 1993-2000. 몽골울란바타르대학교, 부교수/영어
- 1994-2000. 몽골연합성경학교, 초대학장 및 이사장
- 2009-2023. 장로회신학대학교, 교수(2009, 2013, 2018); 주기철목사석좌교수 및 영락교회석좌교수

### 학회경력
- 2004-2008. 영국 및 아일랜드선교학회, 이사 및 회원
- 2004-현재. 예일-에딘버러 선교 및 세계기독교 회의, 회원
- 2004-현재. 한국기독교역사학회, 이사 및 회원
- 2009-현재. 세계복음주의협의회, 선교분과 전문위원
- 2009-현재. 한국교회사학회, 회원
- 2009-2020. 한국기독교회사학회, 회원
- 2010-현재. 세계선교구조네트워크, 전문위원
- 2011-현재. 아시아기독교사학회, 총무, 회장 및 이사
- 2013-2020. 국제선교학회, 회원
- 2013-2020. 미국교회사학회, 회원

### 기타 경력
- 1983-1984. 군복무/예비역 소위
- 1984-1986. ㈜홍성사, 편집주간
- 1986-1987. 대한예수교장로회 상도중앙교회, 교육전도사
- 1988-1988. 대한예수교장로회 영암교회, 교육전도사
- 1989-1992. 대한예수교장로회 소망교회, 전도사 및 부목사
- 1990.02.27. 대한예수교장로회 강남노회, 목사안수
- 1992-2000. 대한예수교장로회 총회 세계선교부, 몽골선교사
- 1992-2000. 몽골 울란바타르한인교회, 담임목사
- 1994-2000. 몽골 아멘교회(현지인교회) 및 기타 교회들, 담임목사
- 1994-1999. 몽골성경번역위원회, 번역위원, 언어 컨설턴트 및 이사
- 1990-2000. 세계성서공회 몽골 파견대표 및 몽골성서공회 총무
- 2000-2002. 대한예수교장로회 총회 세계선교부, 총무
- 2000-2002. 한국세계선교협의회 실행위원장
- 2014-2021. 장로회신학대학교 남북한평화신학연구소, 소장(2017-2020 제외)
- 2016-2019. 장로회신학대학교 기획정보처장
- 2021-2021. 장로회신학대학교 연구지원처장
- 2016-2022. 문화관광체육부 공직자종교차별자문위원회, 위원
- 2014-현재. 한국그리스도교 신앙과직제협의회 신학위원회, 위원

## 저서

### 단행본
- 2003. <<장애인을 잃어버린 교회>>. 서울: 홍성사.
- 2017. <<한국교회와 최근의 신학적 도전: 생명의 하나님, 한국교회를 정의와 평화로 이끄소서>>. 서울: 장로회신학대학교출판부.
- 2021. <<후기 사회주의 시대의 통일과 평화: 베를린 장벽 붕괴 이후의 한국 신학>>. 서울: 장로회신학대학교출판부.
- 2022. <<아시아 신학 산책>>. 서울: 대한기독교서회.

### 편집 및 공편집
- 2012. <<화해와 화해자: 화해자로서의 교회와 장신신학의 정체성>>. 서울: 장로회신학대학교 출판부.
- 2014. 박명수·안교성·김권정 편. <<대한민국 건국과 기독교>>. 서울: 북코리아.
- 2015. Ma, Wonsuk & Ahn, Kyo Seong. eds. Korean Church, God’s Mission, Global Christianity. Oxford: Regnum.
- 2016. <<독일 통일 경험과 한반도 통일 전망: 신학적 통일과 과제>>. 서울: 장로회신학대학교 남북한평화신학연구소/나눔사.
- 2021. 김흥수·안교성 편. <<잊혀진 우리 이야기, 아시아 기독교 역사>>. 논산: 대장간.

### 공저
- 1992.  이용남 편. <<새신자목회: 교회성장을 위한>>. 서울: 그린. 53-63.
- 2001.  대한예수교장로회(통합)총회교육부 편. <<성령님이 교통하시는 하나님의 나라와 생명>>. 서울: 한국장로교출판사. 118-131.
- 2001.  Lee, Kwang Soon. ed. World Mission in the 21st Century, Rethinking Mission: New Directions for a New Century.  Seoul: PCTS. 331-260. (저자명이 Kyo Sung Ahn)
- 2003.  문화선교연구원 편. <<문화선교의 이론과 실제>>. 서울: 예영커뮤니케이션. 92-144.
- 2009.  Kerr, David A. & Kenneth Ross. eds. Edinburgh 2010: Mission Now and Then. Oxford: Regnum. 76-86.
- 2009.  총회세계선교부 편. <<선교현장 이야기: 몽골>> 서울: 한국장로교출판사. 213-221.
- 2010.  목회와신학편집부 편. <<21세기 선교>>. 서울: 두란노아카데미. 129-140.
- 2010. “다음세대를 위한 신앙교육: 교회사적인 접근.” 대한예수교장로회총회교육자원부 편. <<교회와 함께 가는 다음세대>>. 서울: 한국장로교출판사. 109-122.
- 2010. “Rev. Kyung-Chik Han’s Ministry of World Mission.” Kim, Eum-Seop. ed. Kyung-Chik Han Collection 10: These 2. Seoul: Kyung-Chik Han Foundation. 369-443. (also Korean Version available)
- 2011. “한국기독교와 연합 전통.” 김흥수·서정민 편. <<한국기독교사탐구>>. 서울: 대한기독교서회.
- 2012. “에큐메니칼 교회로서의 대한예수교장로회(통합)의 정체성과 증언.” 안교성 편. <<화해와 화해자: 화해자로서의 교회와 장신신학의 정체성>>. 서울: 장로회신학대학교 출판부. 335-412.
- 2012. “교회사를 통해 본 장애인신학.” 한국기독교교회협의회, 정의와평화위원회, 장애인소위원회 편. <<장애 너머 계신 하나님: 장애인신학 정립을 위하여>>. 서울: 대한기독교서회. 82-94.
- 2012. “The Growth of the Korean  Church and the Legacy of the Rev. Kyung-Chik Han.” Kim, Sebastian Chang-Hwan & Ha, Andrew Chung Youeb. eds.. Building Communities of Reconciliation, Vol.I: Reflections on the Life and Teaching of Rev. Kyung-Chik Han. Seoul: Nanumsa. 62-86.
- 2012. “세계 에큐메니칼 운동사.” 박경수 편. <<에큐메니즘 A에서 Z까지: WCC 제10차 부산총회를 대비한 필수지침서>>. 서울: 대한기독교서회. 32-45.
- 2012. “The Context of Christian Mission in Mongolia.” 임희국 외. <<동아시아 기독교와 전교문헌 연구>>. 서울: 장로회신학대학교 기독교사상과문화연구원. 229-248. (Studies in World Christianity 논문 수정보완 재수록)
- 2012. “몽골 선교의 선교사적 위치와 중요성.” 대한예수교장로회(통합) 몽골현지선교회 편. <<몽골선교 20주년 기념백서: 선교의 동반자 초원길을 복음의 길로>>. 서울: 한들출판사. 45-57.
- 2012. “세계선교 운동사와 선교사 철수 계획.” 방콕선교포럼위원회 편. <<한국선교의 출구전략>>. 서울: 예영. 123-145.
- 2014. “건국과 한국기독교 관계의 역사·정치·사회적 맥락.” 박명수·안교성·김권정 편. <<대한민국 건국과 기독교>>. 서울: 북코리아. 371-397. (동명 논문 수정,보완 재수록)
- 2014. “한경직 목사의 국외선교사역.” 김은섭 편. <<한경직 목사의 사상과 사역>>. 서울: 나눔사. (“한경직 목사의 세계선교”의 초고)
- 2014. “Korea as an Early Missionary Center: Korean Missionaries Around 1910 in Northeast Asia and Beyond.” Koschorke, Klaus & Hermann, Arian. eds. Polycentric Structures in the History of World Christianity. Wiesbaden: Harrassowitz Verlag. 99-110.
- 2015. “The Growth of the Ecumenical Movement in Korea, from Edinburgh to Busan,” “Conclusion: An Unfinished Postscript on an Unfinished Task.” Ma, Wonsuk & Ahn, Kyo Seong. eds. Korean Church, God’s Mission, Global Christianity. Oxford: Regnum. 212-219, 377-382. (첫번째 단원은 <<한국기독교사 탐구>>에 수록된 논문 일부 수정보완본)
- 2015. “한경직 목사의 세계선교.” 김은섭 외. <<한경직 목사와 한국교회>>. 서울: 대한기독교서회. 152-182. (동명 논문 재수록)
- 2015. “현대사에 나타난 장애인의 삶과 신학,” “한국교회사에 나타난 장애인의 삶과 신학,” 대한예수교장로회(통합), 사회부, 장애인신학준비위원회 편. <<장애인신학>>. 서울: 한국장로교출판사. 132-157, 158-180.
- 2015. “통일신학의 발전에 관한 소고.” <<하나님의 정치>>. 서울: 킹덤북스. 123-153. (동명 논문 재수록)
- 2015. “평화와 통일신학 구성의 전제로서의 후기공산주의 사회 변화에 대한 연구.” 배희숙 외. <<평화통일신학: 신학적 근거의 모색>>. 서울: 장로회신학대학교 남북한평화신학연구소/나눔사. 195-231.
- 2016. “Megamission in Historical Perspective: Megachurch Missions, Hope or Anomaly?, with Special Reference to Korean Cases.” Kim, Jinbon et al. eds.  Megachurch Accountability in Missions: Critical Assessment through Global Case Studies. Pasadena: William Carey Library. 167-176. (한글본 가능)
- 2016. “역사적 관점에서 본 대형교회선교: 대형교회 선교들은 희망인가, 기행인가?” <<대형교회의 선교 책무>>. 서울: 두란노. 256-270. (영문 논문 번역본 재수록)
- 2016. “존 위클리프: 종교개혁의 선구자 존 위클리프.” 이성희, 조병호 편. <<한국교회 강단 공동설교의 꿈>>. 서울: 종교개혁500주년기념위원회, 한국장로교출판사. 614-621.
- 2016. “한국교회사의 종말 이해.” 장흥길 편. <<신약성경의 종말론>>. 서울: 한국성서학연구소. 283-314.
- 2017. “통일의 필요성에 대한 연구.” 손달익 목사 근속기념논문집출판위원회 편. <<함께 한 길 함께 갈 길: 손달익 목사 근속 30주년 기념 헌정 기념집>>. 서울: 쿰란출판사. 262-288. (“통일의 필요성에 대한 담론” 논문을 수정, 재구성한 재수록)
- 2017. “설문통계분석: 바른신학 균형목회 세미나 10년, 회고와 전망.” 장흥길·홍인종 편. <<급변하는 과학기술 사회와 교회>>. 서울: 한국교회지도자센터. 168-209.
- 2018. “시대와 교회에 대한 역사적 고찰: 종교개혁과 한국개신교의 개혁 DNA.” 장흥길·홍인종 편. <<새 시대 새 교회>>. 서울: 한국교회지도자센터. 108-132.
- 2018. “현대사에 나타난 장애인의 삶과 신학.” <<장애인 사역의 신학적 의의>>. 서울: 세계밀알. 285-318. (동명 논문 재수록)
- 2019. “이승훈: 나라 사랑, 하나님 사랑.” 이성희·한국장로교출판사 편. <<[2019년 목회와 설교자료] 한국교회강단>>. 서울: 한국장로교출판사. 566-573.
- 2019. “교회의 권력의 구조: 종교개혁과 교회정치: 대의제를 중심으로.” 정진홍 외. <<하나님의 교회 사람의 교회: 종교의 권력화를 넘어서>>. 서울: 본질과 현상. 245-270. (동명 논문 확장본)
- 2019. “종교개혁 500주년과 한국교회 목회: 개신교 브랜드의 가치 회복.” 소석20주기기념논문집출판편집위원회 편. <<큰 울림이 있는 작은 돌: 성경, 교회, 목회: 소석 임옥 목사 20주기 기념 논문집>> 서울: 한들출판사. 197-221. (동명 논문 수정, 보완 재수록)
- 2020. “교회와 재난: 한국교회를 중심으로.” 박경수 외 편. <<재난과 교회: 코로나19 그리고 그 이후를 위한 신학적 성찰>>. 서울: 장로회신학대학교출판부. 245-270.
- 2020. “하나님의 통치에 대한 성서적, 신학적 이해.” 김성배 외. <<신앙과 제도: 하나님의 통치와 인간의 제도>>. 서울: 숭실대학교지식정보처 중앙도서관. 23-48.
- 2020. “새로운 선교환경과 새로운 선교구조: 총회-노회-현지 선교회 네트워크.” 이정권. <<유동하는 위험 세계의 ‘선교생명망짜기’: 이론과 실제>>. 서울: 나눔사. 211-236.
- 2021. “The Asian Context and the Ecumenical Movement of the Korean Church.” Kim, Young Dong. ed. Trends and Reflections of Korean Missions and Missiology. Seoul: Kenosis Books. 131-162. (동명 논문 재수록)
- 2021. “서문: 교회와 장애인식.” 장애인복지선교협의회 편. <<교회와 장애인식 개선>>. 서울: 한국장로교출판사. 14-25.
- 2021. “서론2: 아시아 기독교사 약사, 연구서,” “결론: 오래되고도 새로운 역사 이어가기.” 김흥수·안교성 편. <<잊혀진 우리 이야기, 아시아 기독교 역사>>. 논산: 대장간. 22-30, [231-239].
- 2021. “새로운 기독교사 방법론들의 대두.” 임희국교수 은퇴기념도서 출판위원회 편. <<교회사 연구, 이제는 한국과 아시아로: 교회사 연구 방법론: 임희국 교수 은퇴 기념 도서>>. 서울: 케노시스. 360-389. (동명 논문 수정 보완 재수록; 책임편집자명 누락)
- 2021. “고령사회의 고령친화적 목회.” 장흥길·홍인종편. <<시니어 임파워링>> 서울: 한국교회지도자센터. 196-225. (동명 논문 수정 보완 재수록)
- 2022. “Christian Mission and Colonialism.” Kim, Kirsteen et als. eds. The Oxford Handbook of Mission Studies. Oxford: Oxford University Press. 330-347.
- 2023. “해방 이전 미국교회 근본주의 태동과 선교 초기 한국교회에 끼친 영향: 장로교를 중심으로.” 가스펠투데이편집부 편. <<정통교회를 흔드는 실체 근본주의를 파헤친다>>. 서울: 가스펠투데이. 8-27.
- 2023. “목회론 고전 산책기”, “목회와 신학에 있어서 회중론의 의에 관한 연구”, “나의 학문 여정”. 고성휘 외. <<“내 양을 먹이라”: 교회사 속의 목회>>. 서울: 장로회신학대학교출판부. 20-41, 42-69, 420-442. (2번째 글, 동명 논문 재수록)
- 2023. “세대통합 목회에 대한 신학적 이해: 지도력(Leader’s guide)과 마디론의 관점에서”. 장흥길·홍인종 편, <<세대통합 목회 가이드라인>>. 서울: 한국교회지도자센터. 164-196.

### 사전
- 2007. “Asia, East.” Bonk, Jonathan. ed. Encyclopedia of Missions and Missionaries. London: Routledge, 29-35.
- 2023. “게일,” 알렌,” “에비슨.” <<내한선교사사전>>. 서울: 한국기독교역사연구소. (저자명 은 전체로 소개하되, 별도 항목에 명기하지 않음)

### 번역
- 1988. J. I. 패커 외. 양낙흥·안교성 역. <<신앙생활백과: 믿음을 삶에 적용시키는 실제적 지침서>>. 서울: 크리스챤다이제스트.
- 2009. A. B. 브루스, 안교성·박문재 역. <<열두 제자의 훈련>>. 고양: 크리스챤다이제스트.
- 2011. 세실 허지스 외. <<[영국성공회 선교사의 눈에 비친] 한국인의 신앙과 풍속>>. 파주: ㈜살림출판사.

### 학위논문
- 1982. “후기 블레이크에 나타난 용서.” (서울대학교 대학원 석사학위논문)
- 1988. “존 매쿼리의 인간론에 관한 한 연구.” (장로회신학대학교 신학대학원 목회학석사학위논문)
- 1990. “섭리론에 관한 한 연구: 개혁신학의 전통에 입각하여.” (동 대학원 신학석사학위논문)
- 2004. “The Genesis of World Mission of the Presbyterian Church of Korea.” (Unpublished M.Phil. Thesis, Faculty of Divinity, University of Cambridge)
- 2008. “Mission in Unity: An Investigation into the Question of Unity as It Has Arisen in the Presbyterian Church of Korea and Its World Mission.” (Unpublished Ph.D. Dissertation, Faculty of Divinity, University of Cambridge)

## 논문
- 2001. “한국 장로교 선교의 전략.” <선교와신학> 8:167-191.
- 2002. “[특집: 아시아 갈등지역에서의 한국교회 선교] 몽골 선교의 회고와 전망: 선교 연합을 중심으로.” <기독교사상> 520(2002,04): 76-87.
- 2003. “Christian Mission and Mongolian Identity: The Religious, Cultural, and Political Context.” Studies in World Christianity 9/1:103-124.
- 2008. “세계 선교의 우선적 과제, 협력/구슬이 서말이라도 꿰어야 보배.” <목회와 신학> 233(2008, 11):174-182.
- 2009. “한국교회 선교의 기원에 관한 소고: 제주 선교와 이기풍 선교사의 사례를 중심으로.” <한국선교KMQ> 31(9/1, 2009 가을):81-93.
- 2009. “한국교회 최초의 타문화권 선교.” 32(9/2, 2009 겨울):86-100.
- 2010. “해방 후부터 1970년대까지의 한국교회의 선교(1): 에큐메니칼 선교의 대두의 의의.” <한국선교KMQ> 33(10/1, 2010 가을):95-106.
- 2010. “[특집: 대한기독교서회 120년, 그 흔적과 발자취] 한국기독교 에큐메니칼 운동과 대한기독교서회.” <기독교사상> 618:35-43.
- 2010. “한국전쟁과 기독교의 수난.” <성결교회와 신학> 23:98-123.
- 2010. “한국교회 연합운동 25년 평가.” <전방개척선교KJFM> 26(2010, 1·2):68-81.
- 2010. “1945년 해방 후~현재, 선교적 관점에서 본 한국교회.” <전방개척선교KJFM> 28(2010, 5·6):52-69.
- 2010. “[특집: 섬김의 선교] 에든버러세계선교대회 100주년과 오늘의 과제.” <목회와 신학> 253(2010, 07):46-53.
- 2011. “에큐메니칼 교회로서의 대한예수교장로회(통합)의 정체성과 증언.” <장신논단> 40:11-35.
- 2011. “The Identity of the Korean Church and Its Relationship with the Poor.” Korea Presbyterian Journal of Theology 42:119-135.
- 2011. “선교와 제국주의의 관계 연구: 1910년 에딘버러 세계선교대회를 중심으로.” <한국교회사학회지> 29:159-186.
- 2011. “장로교의 재통합 어떻게 할 것인가?” <교회사학> 10/1:79-91.
- 2011. “역사의 화해, 화해의 역사: 한국장로교역사의 새로운 이해.” <한국교회사학회지> 30:303-332.
- 2011. “종교와 권력-기독교를 중심으로.” <본질과현상> 25:134-147.
- 2011. “추수감사절 혹은 감사일의 역사적, 신학적 의미.” <교육교회> 405(2011, 09):14-20.
- 2012. “통일에 대한 신학적 근거와 통일을 위한 과제들.” <교육교회> 411:14-19.
- 2012. “한경직 목사와 세계선교.” <한국교회사학회지> 32:205-235.
- 2012. “한경직 목사의 지도력의 발전에 관한 한 소고.” <장신논단> 44/2:229-253.
- 2012. “한국장로교 총회 100주년 회고: 한국장로교의 발달단계.” <장로교회와 신학> 9:25-51.
- 2012. “선교사 프랭크 스코필드의 유산: 친구로서의 선교사.” <한국기독교와 역사> 44/2:229-253.
- 2012. “역사에 나타난 이웃 이해.” <성서마당> 104(2012 겨울):33-42.
- 2012. “세계 선교운동의 흐름에서 본 청년학생 선교운동.” <한국선교KMQ> 41(11/3, 2012 봄):8-15.
- 2012. “기독교 초기 여성교육과 사회변화.” <신앙세계> 529(2012, 08):36-39.
- 2013. “통일신학의 발전에 관한 소고.” <한국기독교신학논총> 90:82-113.
- 2013. “게일 목사의 신학사상의 특성과 그 유산: 선교사, 한국학 학자 혹은 둘 다?” <한국교회사학회지> 34:219-251.
- 2013. “The Asian Context and the Ecumenical Movement of the Korean Church.” <장신논단> 45/3:37-62.(한국본 가능)
- 2013. “한국선교 30년의 명암.” <한국기독교와 역사> 38:89-118.
- 2013. “역사에 나타난 이웃 이해.” <성서마당> 104(2013,01):33-44.
- 2014. “한국 생명신학 유형 소고.” <교회와 신학> 78:87-114.
- 2014. “존재의 종말, 종말의 존재.” <성서마당> 109(2014 봄):4-7.
- 2014. “신축교안의 재해석: 제국주의, 기독교 선교, 그리고 지역주의의 각축장.” <서양사연구> 50:205-242.
- 2014. “한국의 디아스포라신학 발전에 관한 한 소고.” <장신논단> 46/2:89-113.(영어 e-journal 가능)
- 2014. “재한 서구 개신교 선교사와 제1차 세계대전: <한국선교지(Korea Mission Field)>를 중심으로.” <신학연구> 65:195-227.
- 2014. “건국과 한국기독교의 관계의 역사적·정치사회적 맥락: 아시아 국가, 특히 베트남과 필리핀과의 비교연구를 중심으로.” <한국기독교와 역사> 40:349-375.
- 2015. “지역교회 선교공동체론에 관한 소고: 선교적 교회론의 지역교회 적용.” <선교와 신학> 37:45-73.
- 2015. “1930년대 한중관계에 관한 한 소고: 기독교를 중심으로.” <한국기독교와 역사> 43:205-231.
- 2015. “정의로운 평화와 한국교회: 한일강제병합, 한국전쟁, 4.19혁명, 세계교회협의회 부산총회를 중심으로.” <교회와 신학> 79:137-161.
- 2016. “한국의 자기신학화 담론에 관한 한 소고: 20세기 전반 선교계의 관련 논의를 중심으로.” <교회와 신학> 80:139-166.
- 2016. “후기 세월호신학 혹은 한국적 후기 재난신학 구성에 관한 한 소고: 9.11, 쓰나미, 세월호 사건을 중심으로.” <장신논단> 481/:59-83. (영어 e-journal version 가능)
- 2016. “후기 북한 사회의 기독교 신학 구성에 대한 서설: 후기 공산주의 사회들의 기독교 사회의 변화를 중심으로.” <신학연구> 68:197-227.
- 2016. “통일의 필요성에 관한 담론: 기독교 통일담론에 대한 함의를 중심으로.” <선교와 신학> 40:325-357.
- 2016. “칼뱅의 난민사역과 한국교회에 대한 함의.” <한국교회사학회지> 45:155-181.
- 2016. “한국 사회와 기독교(마지막 회)-한국 기독교의 미래와 전망.” <본질과현상> 45:30-49.
- 2016. “현지선교회의 본질과 관계.” <PCK해외선교 저널> 2(2016,08):188-226.
- 2017. “한국기독교의 평화담론의 유형과 발전에 관한 연구: 동북아시아의 지역적 맥락을 중심으로.” <장신논단> 49/1:197-223.
- 2017. “한국개신교의 종교개혁 수용 연구: 해방 전 종교개혁 관련 저서를 중심으로.” <한국교회사학회지>. 48:7-35.
- 2017. “기독교계의 해방 후 1년.” <기독교사상> 704: 29-38.
- 2017. “오직 그리스도 모두 삼위일체.” <성서마당> 122(2017 여름):4-8.
- 2018. “한국기독교 전래의 특징과 유산: 한국개신교를 중심으로.” <한국기독교문화연구>. 10:1-30.
- 2018. “현대 몽골어 성경번역에 관한 한 소고: <몽골번역위원회본>에서 <몽골성서공회본>으로.” <성경원문연구> 42:90-114.
- 2018. “North Korea Mission in Historical Perspective.“ International Bulletin of  Misssion Research 42/2:116-124.
- 2018. “68혁명과 한국개신교.” <서양사연구> 58:75-101.
- 2018. “선교현장조사에 관한 신학적 성찰: 대한예수교장로호(통합측)을 중심으로.” <선교와 신학> 45:141-175.
- 2018. “한국교회의 이스라엘 이해.” <기독교사상> 716:9-19.
- 2018. “종교와 권력(7)-종교개혁과 교회정치: 대의제를 중심으로.” <본질과현상> 51:61-86.
- 2019. “사회주의 국가들에서의 선교신학과 실천의 변화.” <기독교사상> 725:9-20.
- 2019. “The Asian Ecumenical Movement in Historical Perspective: With Special Reference to its Contribution to Ecumenism.” Hong Kong Journal of Catholic Studies. 9:206-232.
- 2019. “한국 여성운동의 첫 번째 물결과 여성 권리의 제한적 확대: 한국 그리스도교를 중심으로.” <서양사연구> 61:151-180.
- 2019. “기독교 통일담론의 한국 통일담론에의 기여 방안: 기독교 통일담론은 무엇을, 어떻게 기여하는가?,” <종교문화학보> 16:65-94.
- 2019. “일과 신앙, 그 관계의 변화와 전망.” <성서마당> 130(2019, 07):36-47.
- 2020. “고령사회의 고령친화적 목회에 관한 연구: 한국교회를 중심으로,” <교회와 신학> 84:120-144.
- 2020. “제1차 세계대전과 한국개신교: 식민지 전시교회를 중심으로.” <장신논단> 52/3:33-50.
- 2020. “성경 번역상 상이한 단어 선택 전략들, 전문성과 대중성: 현대 몽골어 성경 번역본의 빌레몬 1:9의 ‘presbutes’(πρεσβύτης)을 중심으로.” <성경원문연구> 46/봄: 169-219.
- 2020. “새로운 기독교사 방법론들의 대두: ‘세계기독교사’를 중심으로.” <서양사연구> 63:115-143.
- 2021. “아시아의 그리스도교와 식민주의: 마젤란의 필리핀 도착 500년을 기억하며.” <가톨릭평론> 31:50-59.
- 2022. “장로회신학대학교 설립 배경에 관한 연구.” <교회와신학> 86:9-28.
- 2022. “목회와 신학에 있어서 회중론의 의의에 관한 연구: 교회사의 사례를 중심으로.” <한국기독교사학회지> 61:99-127.
- 2022. “코로나 블루를 넘어 코로나 블랙으로: 코로나 및 후기 코로나 시대의 장애인 삶의 위기와 교회의 선교적 책무.” <장신논단> 54/3:71-93.
- 2022. “한국교회와 에큐메니컬 선교 대두 이전의 원(原)에큐메니컬 선교: 대한예수교장로회를 중심으로.” <한국기독교와 역사> 57:197-226.
- 2022. “기독교와 전쟁.” <성서마당> 144(2022 겨울):38-49.
- 2022. “한국교회 에큐메니컬 기구 복수 시대의 현황과 전망.” <기독교사상> 768(2022, 12):27-40.
- 2023. “고영근의 비전향 장기수 후원사업과 서간문을 통해 본 그들의 의식: 전향, 인권, 회심 담론을 중심으로”. <<한국기독교와 역사> 58:241-271.
- 2023. “윌리엄 베어드(배위량)의 성경번역사역에 관한 한 연구: <<성경 개역>>(1938년)에 대한 베어드의 기여를 중심으로”. <<배위량학논총>>. 1-5: 99-126.

## 연재
- <교육교회> 1990-1992, 장애인 연재, <<장애인을 잃어버린 교회>>로 출간.
- <목회와 신학> 2009, “지상강좌”/선교 연재, 미간행.
- <기독교사상> 2020-2021, “아시아 신학 순례” 연재, <<아시아 신학 산책>>으로 출간.
- <기독교사상> 2023-2023. “현대 교회의 위기에 맞선 목회적 신학자들” 연재, 미간행.

## 같이 보기
- 대한민국의 신학자 목록
- 장로회신학대학교